# Statua di Carlo Barberini

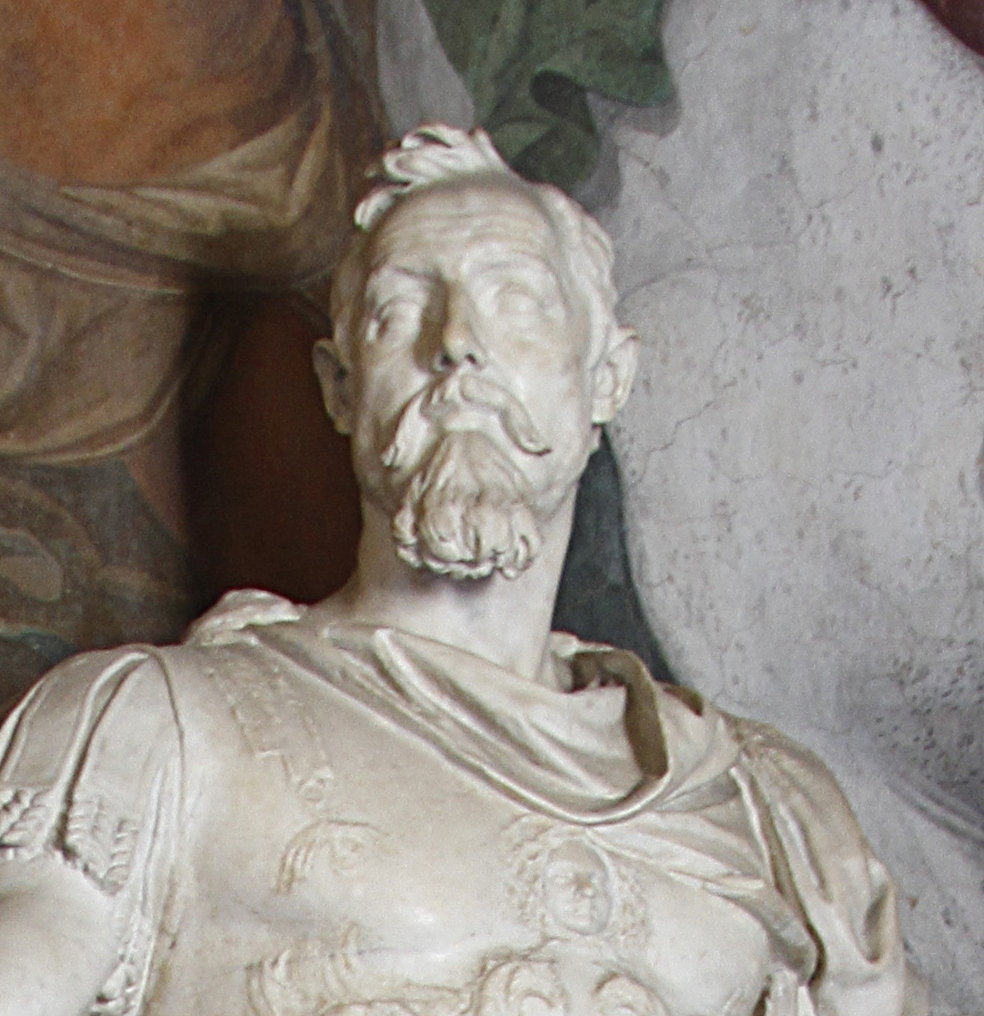
Particolare della testa del Bernini.

La statua di Carlo Barberini è una scultura, alta 210 centimetri, raffigurante Carlo Barberini, fratello del Papa Urbano VIII, e conservato al Palazzo dei Conservatori a Roma. L'opera fu realizzata in seguito alla morte di Carlo Barberini, avvenuta nel 1630. Nella statua è stato reimpiegato il tronco loricato di un'antica statua romana di Giulio Cesare. I Conservatori commissionarono l'opera ai due maggiori scultori dell'epoca, Gian Lorenzo Bernini e Alessandro Algardi, i quali lavorarono sul torso preesistente; Bernini si dedicò alla testa, mentre Algardi agli arti.